# Économie de subsistance

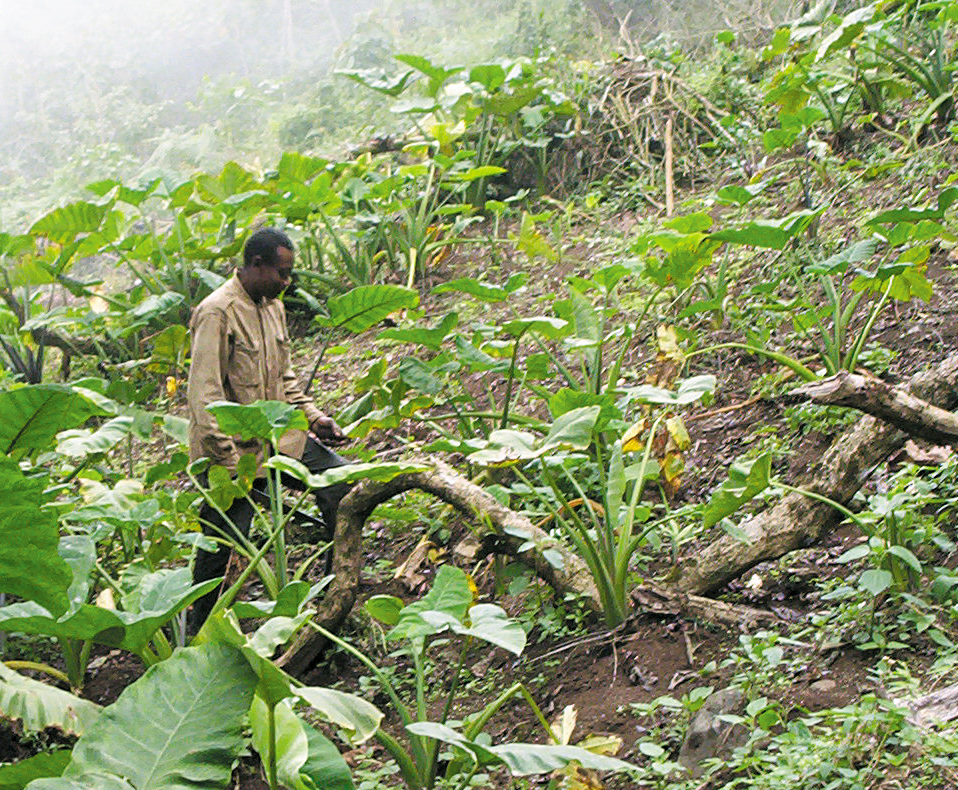
Comme bien des agriculteurs de l'Afrique subsaharienne, ce paysan camerounais cultive la terre à des fins uniques de subsistance, pour nourrir sa famille.

L'économie de subsistance est un système économique choisi ou subi, relativement ou totalement à l'écart de flux économiques, où règne essentiellement l'autoconsommation. La production des biens alimentaires, mobiliers ou immobiliers nécessaires à l'existence repose sur la famille ou un groupe restreint sans qu'il y ait d'échanges commerciaux ou de manière très limitée. Elle repose sur l'agriculture vivrière, qui produit la plus grande partie des apports nécessaires à l'alimentation au niveau mondial.
Ce système économique a régressé au cours du dernier siècle avec l'industrialisation et la révolution verte, mais reste dominant pour une grosse majorité[réf. nécessaire] de la population mondiale qui est concentrée sur les territoires ruraux des pays en voie de développement, en Extrême-Orient, au Moyen-Orient et en Afrique, en Europe de l'Est, en Amérique latine et dans les Caraïbes, etc. Dans un pays où coexiste cette économie et un autre système (économie de marché, économie collectiviste, économie féodale ou corporatiste…), on parle d'économie duale. L'économie de subsistance est souvent caractéristique d'une société traditionnelle.
Cette économie se situe à l'opposé de l'économie de marché, des sociétés industrielles qui échangent des biens et des services. Elle ne doit pas non plus être confondue avec l'autarcie, à savoir l'autosubsistance de toute une économie nationale.
Le microcrédit permet d'améliorer le quotidien des personnes vivant dans une économie de subsistance.
L'économie de subsistance n'existe pas à l'état pur, puisque les ménages orientés vers l'autosuffisance doivent néanmoins acheter ou troquer certains produits, tels le sel ou des articles métalliques.

## Surplus
Pour tout travail produisant un surplus, on ne peut envisager de groupes vivant ou ayant vécu durablement dans un tel équilibre sans chercher à l'expliquer. À long terme, une partie de ce surplus peut être utilisée à l'élargissement des dimensions du groupe, et on constate historiquement, en effet, l'accroissement de leurs forces productives dans le passé, alors que les groupes observés actuellement paraissent très statiques. Ce surplus peut être aussi nul ou très faible, si l'effort et le temps de travail sont déterminés pour produire ce qui est strictement nécessaire aux subsistances « normales » : le surplus se réalise alors sous forme de temps libre, ce qui explique le jugement d'irrationalité souvent porté sur ces groupes au nom de critères d'appréciation chrématistiques.
Le surplus peut être l'objet de consommations collectives rituelles ou individuelles ostentatoires. Le surplus peut enfin être prélevé par une classe dominante, l'économie de subsistance n'excluant pas une structure de classes de la société.

## Crises de subsistances
La crise de subsistance désigne une difficulté pour l'individu ou le groupe à subvenir à ses besoins, notamment nutritionnels. Elle correspond au périodes de pénurie alimentaire causée par des mauvaises récoltes, provoquant une baisse des réserves de grains, une forte montée des prix des céréales, du pain et une chute de l'alimentation en Occident jusqu'au XIXe siècle.
Jusqu'à cette date, la plupart de ces crises de subsistance sont liées aux rigueurs climatiques[réf. souhaitée]. 
Ces crises sont souvent la cible d'agioteurs, c'est-à-dire des personnes qui cachent le blé avant de remettre sur le marché, afin de faire monter les prix pour en tirer des bénéfices importants. Afin de limiter l'agiotage, le gouvernement mettait en place une politique frumentaire, c'est-à-dire une politique de contrôle des prix et des réserves de blés, menée par les autorités.
En France, sous l'Ancien Régime, il y eut trois grandes crises de subsistances :
- 1661-1662 (crise de l'avènement) ;
- 1693-1694 ;
- 1709 (Grand Hiver).

## Degré d'autosuffisance
Le degré d’auto-subsistance variait sensiblement suivant les zones agraires. Les régions préalpines et alpines en étaient les plus éloignées, s'étant spécialisées dès le bas Moyen Âge dans la production de viande et de beurre, puis au XVIe siècle dans celle de fromage à pâte dure.
Le degré d’auto-subsistance variait aussi selon les classes sociales. Il était généralement le plus élevé dans les fermes de taille moyenne. Les membres de cette paysannerie étaient en mesure de nourrir leur famille en temps normal. Ils ne participaient que modestement au marché et ne se manifestaient guère en tant qu'acheteurs. Les petits paysans dépendaient du marché agricole local comme ouvriers et acheteurs.